# 耳叶柃
耳叶柃（学名：Eurya auriformis），为山茶科柃木属下的一个植物种。